# (37452) Спирит
(37452) Спирит (англ. Spirit; первоначально — 4282 PL) — небольшой тёмный астероид внешней части главного пояса, входящий в семейство Хильды. Имеет диаметр около 9 км. Открыт в рамках Паломар-лейденской программы в Паломарской обсерватории 24 сентября 1960 года. Первоначально астероид получил обозначение 4282 PL, однако затем его переименовали в (37452) Спирит — в честь марсохода программы Mars Exploration Rover космического агентства NASA — «Спирита».

Орбита астероида (37452) Спирит и его положение в Солнечной системе

## Открытие
Астероид (37452) Спирит был открыт 24 сентября 1960 года голландской астрономической парой Ингрид и Корнелисом ван Хоутеном, а также голландско-американским астрономом Томом Герельсом на основе фотографических пластинок, снятых в Паломарской обсерватории, Калифорния, США. 

### Обозначение объекта съёмки
Обозначение «PL» означает «Паломар-Лейден» (англ. «Palomar-Leiden») — в честь Паломарской и Лейденской обсерваторий, которые тесно сотрудничали в рамках Паломар-лейденской программы в 1960-х годах. Том Герельс использовал телескоп имени Самуэля Ошина (также известный как 122-сантиметровый телескоп системы Шмидта), расположенный в Паломарской обсерватории. Свои результаты в виде фотопластинок он отправлял Ингриду и Корнелису ван Хоутену в Лейденскую обсерваторию, где проводилась астрометрия. Этому трио приписывают открытие нескольких тысяч малых планет.

## Орбита и классификация
Астероид (37452) Спирит находится в самой отдалённой части главного пояса, являясь представителем семейства Хильды — группы астероидов, которые, как считается, возникли из пояса Койпера. Они движутся в орбитальном резонансе с газовым гигантом Юпитером в соотношении 3:2.
(37452) Спирит обращается вокруг Солнца с периодом 7 лет и 10 месяцев (2867 дней) на расстоянии 3,1-4,8 а. е.. Его орбита имеет эксцентриситет 0,22 и наклон 8,2° относительно плоскости эклиптики. Орбита астероида не пересекает путь ни одной из планет, и поэтому он не будет вытеснен со стабильной орбиты гравитационным полем Юпитера. В результате этого вполне вероятно, что астероид останется на своей орбите на протяжении многих тысяч лет.
Дуга наблюдения астероида начинается с момента его официального открытия, поскольку никаких наблюдений до его открытия не происходило.

## Физические характеристики

### Диаметр и альбедо
Согласно измерениям, проведённым инфракрасным космическим телескопом WISE, диаметр астероида составляет 8,9 км, а его поверхность имеет альбедо 0,056, что характерно для углеродистых астероидов C-класса. Абсолютная звёздная величина астероида составляет 14,2.
По состоянию на 2017 год форма, период вращения и спектральный класс астероида остаются неизвестными.

## Именование
Данная малая планета была названа в честь марсохода космической программы Mars Exploration Rover — «Спирита», успешно исследовавшего горные породы и минералы в кратере Гусева на красной планете. Название было предложено одним из первооткрывателей — Ингрид ван Хаутен-Груневельдом. Утверждённое название было опубликовано Центром малых планет 28 сентября 2004 года. Малая планета (39382) Оппортьюнити (Opportunity) была названа в честь двойника «Спирита» — марсохода «Оппортьюнити».